# 燃える人の舞踏会

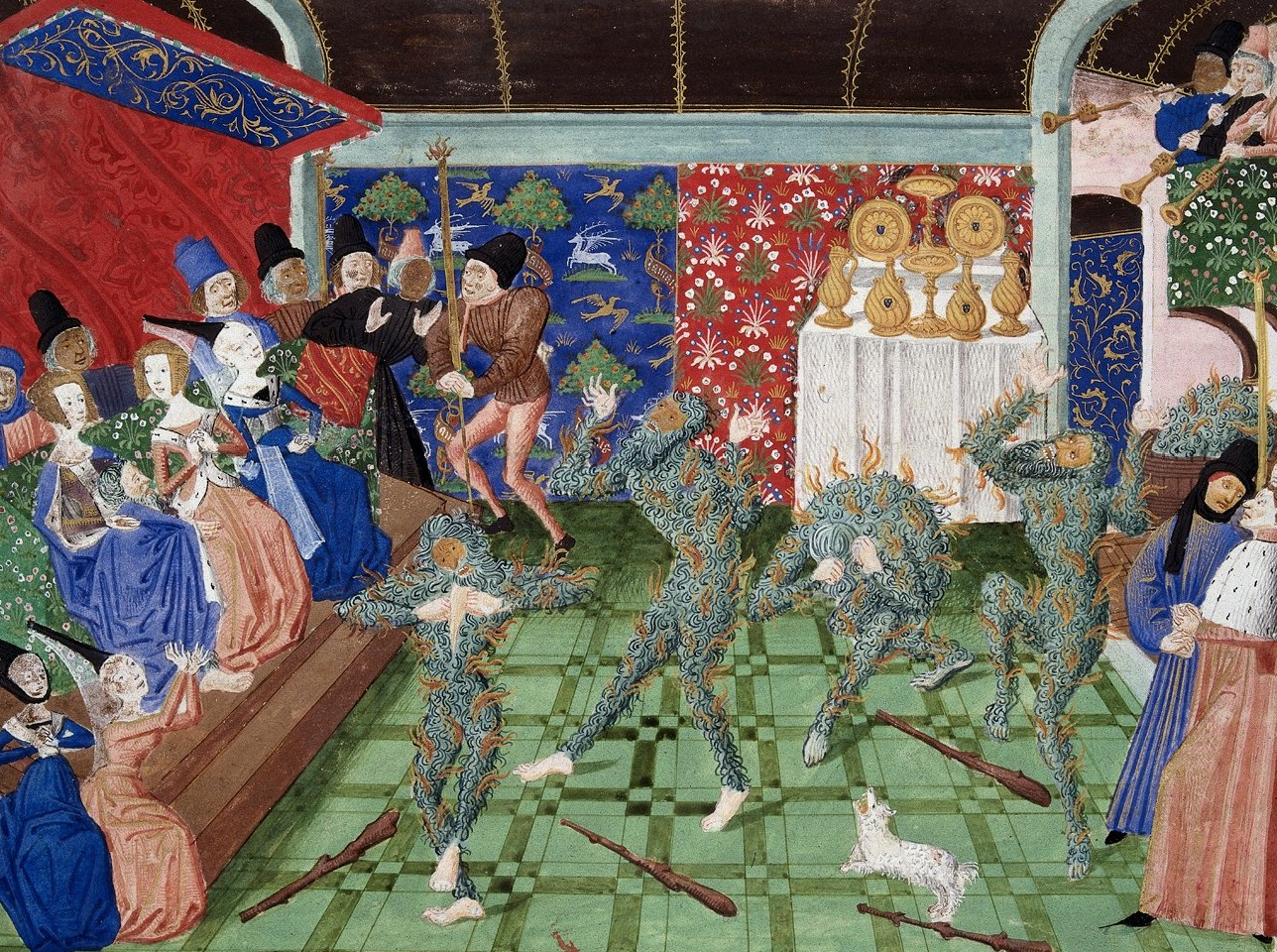
フロワサール『年代記』の15世紀の装飾写本に収録された「燃える人の舞踏会」を描いたミニアチュール。ダンスの参加者が燃え上がる衣装をかきむしる横で、ベリー公妃が青いスカートでシャルル6世を覆い隠している。踊り手の1人はワインの大桶に飛び込んでいる。その上のバルコニーでは演奏が続けられている。

燃える人の舞踏会（もえるひとのぶとうかい、仏: Bal des Ardents）または野蛮人の舞踏会（仏: Bal des Sauvages）は、1393年1月28日にパリで開催された仮装舞踏会。この舞踏会においてフランス王シャルル6世は、5人の貴族と共に仮装してダンスを披露した。その際、シャルル6世の弟ルイ・ド・ヴァロワが会場に持ち込んだ松明を火元とする火災が発生し、ダンスを行った6人のうちの4人が焼死したが、シャルル6世ともう1人の貴族は事なきを得た。パリ市民はこの出来事を宮廷が堕落している証左であると考え、支配層の貴族に対して反乱を起こす兆候を示した。一般市民の怒りを鎮めるため、王と王弟ルイは罪を償うための苦行の実施を強いられた。
この舞踏会はシャルル６世の妻イザボー・ド・バヴィエールが、ある女官の再婚を祝して開催したものだった。そこで披露された野蛮人に扮した者たちのダンスには、再婚した者をからかう伝統的風習「シャリバリ」の要素が含まれていたと専門家は考えている。舞踏会での出来事はミシェル・パントワンやジャン・フロワサールのような当時の年代記編者によって記録されており、15世紀に多数作成された装飾写本にはブルゴーニュのアントワーヌ等の画家による挿絵が加えられた。のちにエドガー・アラン・ポーはこの事件に着想を得て短編小説 『跳び蛙』を著した。

## 背景

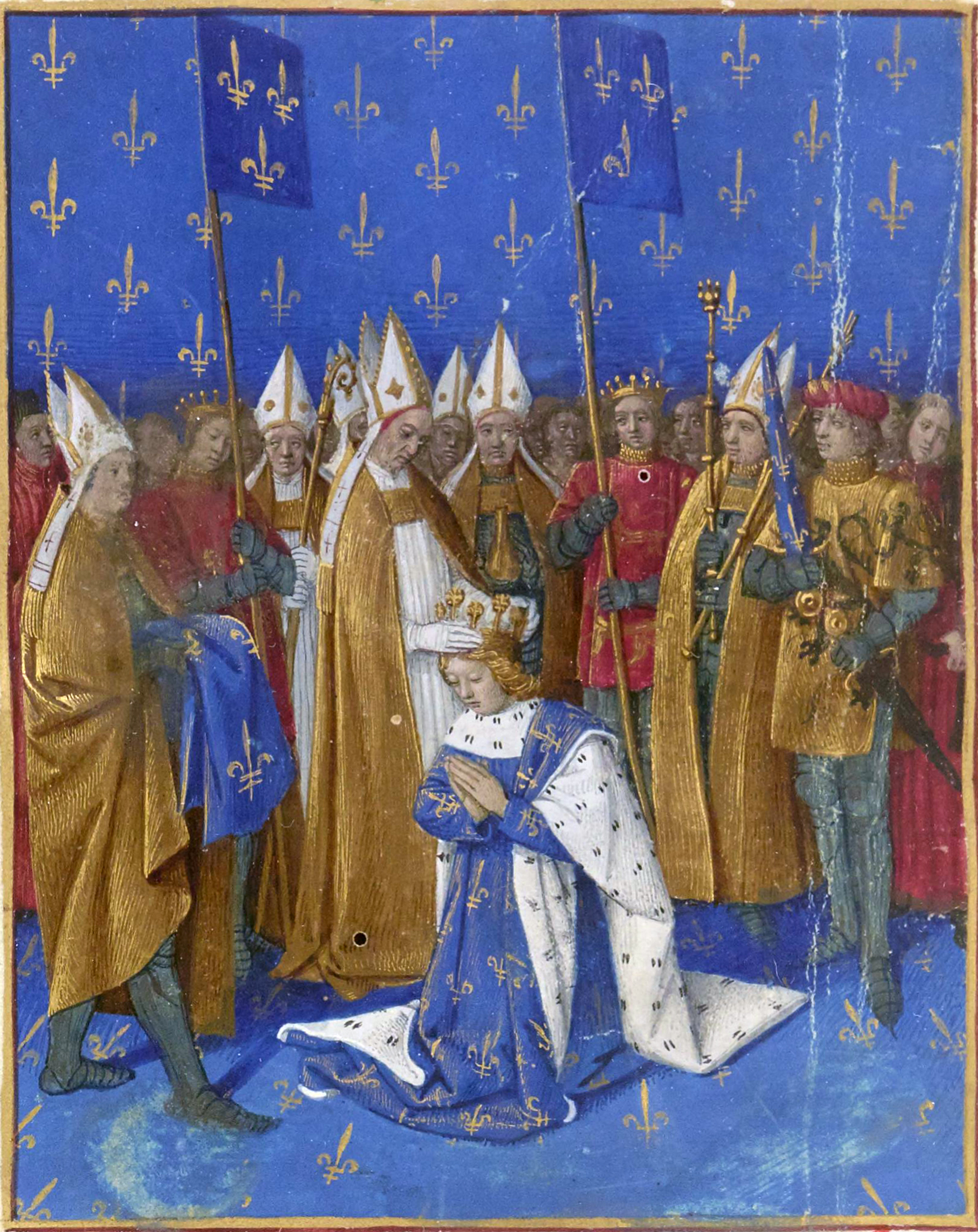
シャルル6世の戴冠式（ジャン・フーケが15世紀半ばに著した『フランス大年代記』より）

1380年、父シャルル5世の死没を受け、12歳のシャルル6世はフランス王位を継承した。シャルル6世は若年であったため、当初は4人のおじがその摂政を務めたが、シャルル6世の即位後2年のうちに、叔父の1人であるブルゴーニュ公フィリップが唯一の摂政としての地位を確立した。（アンジュー公ルイは国庫から資金を奪った上でイタリアへと出征し、ベリー公ジャンとブルボン公ルイは統治に大きな関心を示さなかった。）1387年、20歳のシャルル6世は親政を開始し、速やかに叔父たちを解任するとともに、父の代から引き継がれた顧問団であるマルムゼを復権させた。マルムゼはシャルル6世の叔父たちとは異なり、イングランドとの和平、減税、そして強力で信頼できる中央政府を求めていた。マルムゼ主導の政策により、イングランドとの間で3年間の休戦（ルランエムの休戦）に向けた交渉が行われることとなったほか、ベリー公ジャンは行き過ぎた課税を理由としてラングドックの執政を解任された。

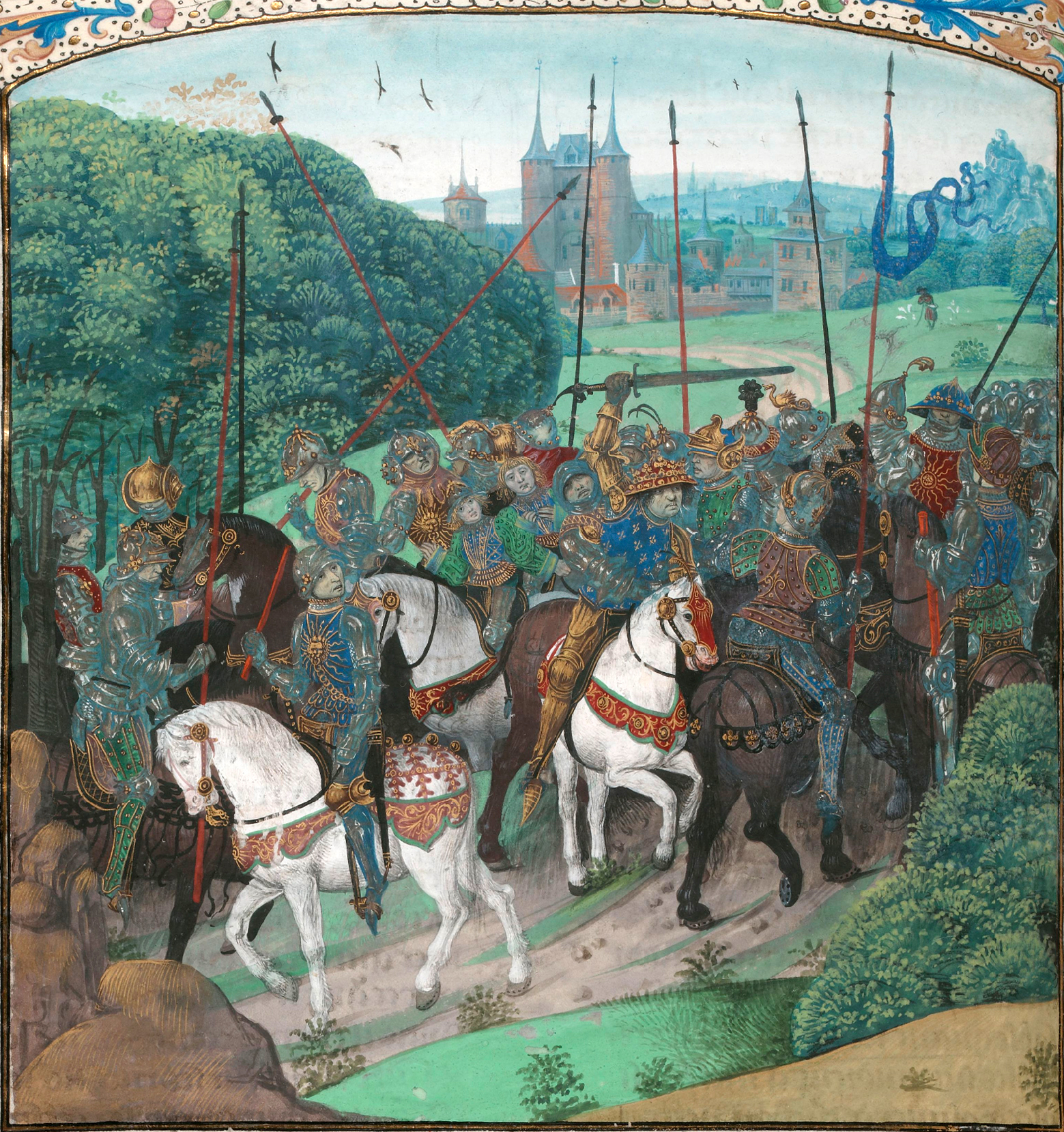
味方の騎士を襲撃するシャルル6世（フロワサール『年代記』の装飾写本より）

1392年、シャルル6世は、生涯にわたって続くこととなる精神異常の最初の発作に見舞われた。精神異常は、オリヴィエ・ド・クリッソンの暗殺未遂事件に対する「とどまることのない憤激」として現れた。オリヴィエ・ド・クリッソンはフランスのコネターブル（王軍司令官）であり、マルムゼの長でもあった。暗殺者はピエール・ド・クランであったが、彼に行動を起こすよう仕向けたのはブルターニュ公ジャン4世だった。ド・クリッソン殺害の試みが自分と自分の王政に対する攻撃であると確信したシャルル6世は、すぐに報復としてのブルターニュ侵攻を計画し、マルムゼからの賛同を得た。数ヶ月後、シャルル6世は軍勢を引き連れてパリを出発し、ブルターニュに向かった。
ブルターニュに向けて行軍中の8月のある暑い日、ル・マンの近郊を通りかかったシャルル6世は、何の前触れもなく剣を抜き、「裏切り者に突撃せよ、奴らは私を敵に引き渡すつもりだ」などと叫びながら自軍の騎士たちに襲いかかった。シャルルに襲われた者の中には、彼の弟で親しい間柄のオルレアン公ルイも含まれていた。シャルルによって4人が殺害された後、侍従の1人がシャルルの腰の付近に掴みかかり、取り押さえることに成功した。屈服させられたシャルルは昏睡状態に陥り、その後4日にわたって意識を回復しなかった。事件の直後、シャルルの叔父たちを含む多くの者が、王が昏睡状態から回復することはないと考えた。ブルゴーニュ公とベリー公はシャルルの発病に乗じて再び権力を掌握し、摂政としての地位に復帰したほか、マルムゼによる評議会を解散させた。
昏睡状態のシャルル6世はル・マンに運ばれた。その後、高名な92歳の医師ギヨーム・ド・アーシニーがル・マンに呼び出され、王の治療に当たった。シャルルの意識が回復し、熱が引いた後、彼はアーシニーによってパリに帰された。パリに到着するまでの間、シャルルは各地の城から城へと休養を挟みつつゆっくりと移動した。パリに戻ったシャルルは、9月下旬にはランに近いノートルダム・ド・リエス教会への巡礼を行うまでに回復し、この巡礼を終えた後、再びパリに帰還した。
シャルル6世の突然の発狂を受けて、一部の者はこれが神の怒りのサインであると解釈し、また別の者は魔術の結果であると考えた。ロバート・クネヒトのような現代の歴史家は、シャルル6世が妄想型統合失調症を発症した可能性があると推測している。シャルルの不安定な精神状態は継続し、ある時は自分の体がガラスでできていると信じ込み（ガラス妄想）、またある時は、歴史家デズモンド・スワードによれば、「王宮の廊下を狼のように遠吠えしながら」走り回った。当時の年代記編者ジャン・フロワサールは、シャルル6世の精神病が「あまりに常軌を逸しており、どんな薬も助けとならない」ほどに深刻であったと記録している。最も症状がひどい時には、シャルルは自分の妻イザボー・ド・バヴィエールが誰であるかも認識できず、部屋に入って来た彼女を追い払うよう求めた。一方で、シャルルは発病後にイザボーを王子の後見人とするよう手配しており、最終的に彼女はのちのシャルル7世（1403年生）の後見人になることとなった。王子の後見人として大きな政治的権力を得たイザボーは、王に代わり政務を行う摂政会でも主要な地位を占めた。
バーバラ・タックマンの著書『遠い鏡―災厄の14世紀ヨーロッパ』によれば、 医師アーシニーは「彼にとどまるよう求める富者からの数多の懇願や申し出」を断った上でパリを離れたが、それにあたりシャルル6世を指導・統治の責務から遮断するよう廷臣に指示した。アーシニーは王の補佐官たちに、「王を不安にしたり、苛立たせないよう注意せよ……王の仕事はできるだけ減らさねばならない……楽しみ、忘れることが王にとって何よりも良い」と伝えた。シャルル6世を楽しく陽気な雰囲気で包み、一方で統治にまつわる苦悩から引き離すため、宮廷には手の込んだ娯楽と華美なファッションがあふれた。例として、イザボーと彼女の義理の姉 ヴァランティーヌ・ヴィスコンティは、宝石が散りばめられたドレスを身につけ、編んだ髪を大きく膨らませた複雑なヘアスタイルの上に、先が2つに分かれた幅の広いエナンをかぶっていた。彼女たちの髪はあまりに幅広く、通行のために出入口の横幅を広げる必要があったと伝えられている。
当時の一般市民は、宮廷における派手な贅沢は度が過ぎていると考えていたが、一方で親愛王（le bien-aimé）の呼び名をつけるなどシャルル6世への敬愛を抱いていた。そのため、宮廷による浪費が非難される際の矛先は、バイエルン公国から迎えられた外国人の王妃であるイザボーに向けられていた。イザボーと彼女の義理の姉ヴァランティーヌ（ミラノ公ジャン・ガレアッツォ・ヴィスコンティの娘）は、廷臣からも市民からも好まれていなかった。フロワサールは『年代記』の中で、シャルルの叔父たちが「王妃とオルレアン公がダンスを踊っている限り、彼らが危険な存在になることはないし、厄介にもならない」と考え、宮廷が遊興にふけるのを良しとしていたと述べている。

## 燃える人の舞踏会と余波

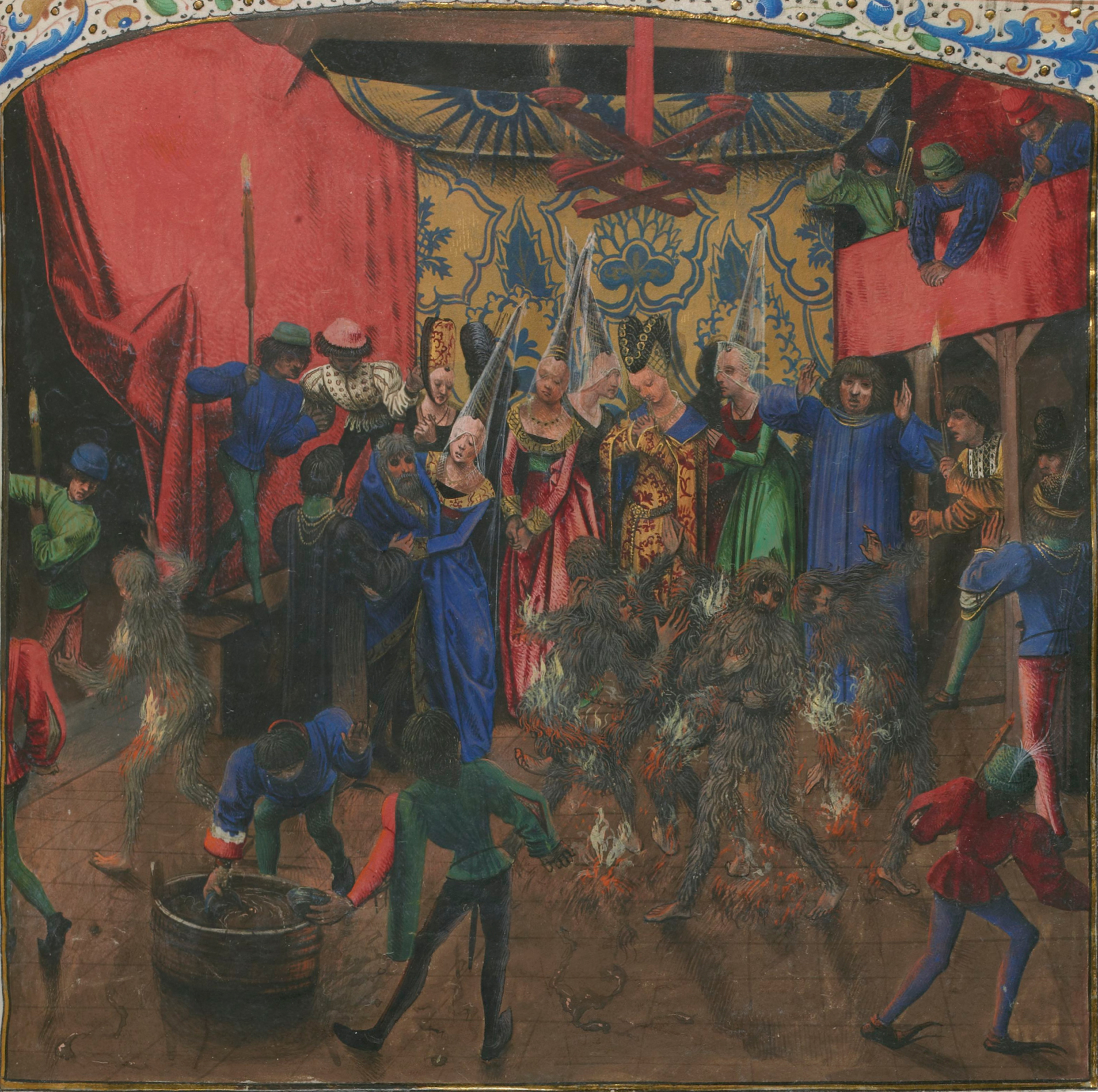
ブルゴーニュのアントワーヌが1470年代頃に描いた「燃える人の舞踏会（Bal des Ardents）」中央には燃え上がる踊り手が、その左にはベリー公妃ジャンヌのスカートにくるまれるシャルル6世が描かれている。

1393年1月28日、カトリーヌ・ド・ファスタヴェランという名の女官の3度目の結婚を祝して、王妃イザボーはサン・ポール館で仮装舞踏会を開催した。タックマンの説明によれば、当時の伝統として未亡人の再婚はからかいや悪ふざけの機会と見なされており、新婚夫婦に向けてシャリバリと呼ばれる、「あらゆる種類の傍若無人、仮装、無秩序、鳴り響く耳ざわりな音楽とシンバルの音」を特徴とする風習がしばしば行われていた。この舞踏会にはシャルル6世も参加したが、ユゲ・ド・ギゼという貴族（タックマンによれば「不埒な企み」と残酷な性格によって有名だったという）の発案により、王は身分の高い5人の騎士と共に森の野蛮人に仮装してダンスを披露することになった。6人の踊り手に縫い付けられた野蛮人のコスチュームは、松脂を染み込ませたリネンに亜麻を張り付け、「彼らが全身けむくじゃらに見えるようにした」ものだった。同様の素材でできたマスクで6人の顔は覆い隠され、観衆からは彼らが誰であるのかわからなかった。一部の年代記は踊り手たちが鎖で互いにつながれていたと記録している。ほとんどの観衆は、6人の踊り手にシャルル6世が紛れていることに気づいていなかった。可燃性の高いコスチュームに引火する危険を避けるため、ダンスの披露中に松明を持った者が入場することは固く禁じられていた。
歴史家ヤン・ヴィーンストラによれば、仮装した男たちは飛び跳ね回り、「狼のように」遠ぼえし、卑猥な言葉を吐いて、「悪魔のような」興奮状態で踊りながら、観衆に自分たちが誰であるか言い当ててみるよう請うた。その頃、シャルル6世の弟オルレアン公ルイが遅れて会場に到着した。フィリップ・ド・バルを連れてやって来たオルレアン公は酒に酔っており、2人は火のついた松明を手に持って、仮装した男たちが踊る広間に入場した。その後に何が起こったのかについては諸説があるが、一説によればオルレアン公は踊り手の1人が誰であるか確かめるため、手に持った松明を彼のマスクに近づけたが、その時松明から火花が飛び散り、その男の脚に火がついたという。事件について、17世紀のウィリアム・プリンは次のように記述している。「オルレアン公は……従者が持っていた松明を亜麻に近づけすぎたため、王の廷臣の1人に火をつけてしまった。火は廷臣から廷臣へと燃え広がり、彼らは鮮やかな炎に包まれた。」一方で、当時の年代記のひとつは、オルレアン公が松明を踊り手の1人に向けて「投じた」と述べている。
野蛮人に扮した踊り手の1人が自分の夫であるのを知っていたイザボーは、炎が彼らに燃え移っていく様子を見て気を失った。実際には、シャルル6世は燃え上がる仲間たちから少し離れた場所に立っており、すぐそばにはベリー公妃ジャンヌ2世がいた。シャルル6世の叔母にあたる当時15歳のジャンヌは、とっさの判断で彼を自分のトレーン付きスカートでくるみ、シャルルを火の粉から守った。シャルルが他の仲間から離れていた理由については、ジャンヌが踊っているシャルルに近づき、会話するために彼を仲間から引き離したとする記録がある一方で、シャルルが自ら仲間から離れて観衆に近づいていったとする記録もある。フロワサールは次のように記述している。「王は前に進んで、仲間たちから遠ざかり……自分の衣装を見せびらかすため婦人たちの方に歩いていった……そして王妃の前を通り過ぎ、ベリー公妃のそばまでやって来たのである。」

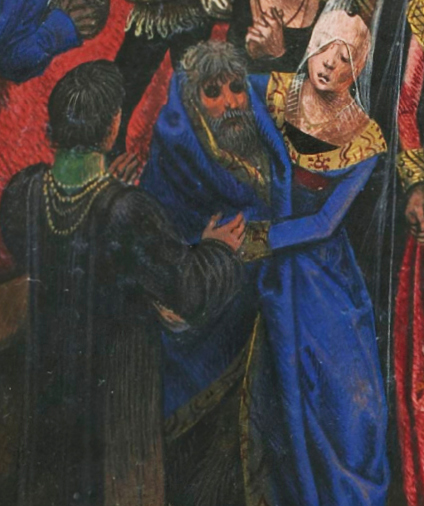
円錐形のエナンをかぶったベリー公妃がドレスのトレーンで仮装したシャルル6世をくるんでいる描写

広間はすぐ大混乱に陥り、燃え上がる衣装の中で男たちは苦しさのあまり金切り声を上げた。観衆の多くも火傷を負ったが、彼らは悲鳴を上げつつも、燃える男たちを救助しようと試みた。ミシェル・パントワンはその様子について生々しい記録を残しており、踊り手のうち「4人は生きたまま焼かれたが、彼らの性器は燃えながら床の上に落ち……そこから血があふれ出た」と述べている。野蛮人に扮した6人のうち、生き残ったのはシャルル6世を含めて2人だけだった。もう1人の生存者であるシュール・ド・ナンテュイエは、ワインの大桶に飛び込み、火が消えるまでそこにとどまることで一命をとりとめた。ジョワニー伯は現場で死亡した。フォワ伯ガストン3世の息子イヴァン・ド・フォワと、ヴァレンティノワ伯の息子エメリー・ド・ポワティエは大火傷を負い、2日後に死亡した。仮装の提案者であるユゲ・ド・ギゼは彼らよりも1日長く生き延びたが、タックマンによれば「共に踊った仲間たちを非難し、その生死に関係なく全員をののしり、侮辱しながら死んでいった」とされている。
事件を知ったパリ市民は国王が危険に晒されたことに怒り、シャルル6世の周囲の者たちを非難した。多くの市民がシャルルの叔父たちを廃し、また堕落した廷臣を殺害することを求めたため、激しい動揺がパリ中に広がった。叔父たちは市民からの抗議に大きな懸念を抱き、また1382年に起こったマイヨタンの反乱（木槌で武装したパリ市民が徴税に反抗した）の再来を恐れた。彼らは廷臣を説得し、シャルル6世とその叔父たちは懺悔のためノートルダム大聖堂に参拝することとなった。パリの街に出た王族は大聖堂まで行列を組んで行進し、王だけは馬に乗ったが叔父たちは謙虚さを示すため徒歩で行った。一方で、火災の原因とされたオルレアン公は贖罪のための寄付を行い、セレスタン修道院に礼拝堂を建てるための資金を拠出した。
フロワサールの『年代記』は、「かくして、この宴と婚姻の祝いは大変な悲しみのうちに終わったが……それはオルレアン公の責任であると我々は考えねばならない」と述べており、シャルル6世の弟であるオルレアン公ルイを事件の元凶として直接的に非難している。オルレアン公の評判はこの事件によって大いに傷ついた。オルレアン公はこの数年前にも、背教者の修道士を雇うことで指輪と短刀、および剣に悪魔の魔力を吹き込もうとしたとの疑惑で批判を受けていた。のちに神学者ジャン・プチは証言を行い、オルレアン公が魔術を実践していたと述べ、また舞踏会で火災を起こしたのは前年の夏にシャルルから襲撃されたことへの報復であって、失敗した王殺しの試みであったと主張した。
「燃える人の舞踏会」は、王が統治不能であることに乗じて宮廷が奢侈に流れているとの印象を強めた。シャルル6世の精神異常は時が経つにつれて発作の頻度を増し、1390年代末にはシャルルの王としての役割は単なる形式上のものとなっていた。15世紀初頭には、シャルルは無視され、たびたび忘れられる存在となり、王によるリーダーシップの欠落はヴァロワ朝の衰退と分裂を招いた。1407年、豪胆公フィリップ2世の息子ジャン1世は、自らの従兄弟でもあるオルレアン公を暗殺し、彼の「悪徳、腐敗、魔術、そして公私を問わぬ幾多の悪事」を挙げることでそれを正当化すると同時に、王弟であるオルレアン公の愛人であったとして王妃イザボーをも非難した。オルレアン公が暗殺された後、フランスの諸侯はブルゴーニュ派とオルレアン派（アルマニャック派）に分裂し、フランスは数十年にわたって内戦状態に置かれることとなった。

## 年代記における描写
「燃える人の舞踏会」は4人の貴族が死亡した重大事件であり、当時の複数の年代記がこの出来事を記録した。中でも著名なのはジャン・フロワサールとミシェル・パントワンによる記録であり、それらの記録に挿絵を加えた装飾写本も多数のちに作成された。2つの記録は基本的な点については共通しており、両者とも野蛮人に仮装した者たちがダンスを披露したこと、シャルル6世が事なきを得たこと、仮装した者の1人が大桶に飛び込んだこと、最終的に4人が死亡したことを述べているが、フロワサールが仮装した者たちは互いに鎖でつながれていたと述べる一方で、パントワンはそのことに一切言及しないなど、細部の説明には不一致が見られる。野蛮人のダンスが行われた意図についても食い違いが見られ、歴史家スーザン・クレーンによれば、パントワンが野蛮人のダンスは乱暴な「シャリバリ」であったと述べ、また観衆も踊りに参加したとする一方、フロワサールは野蛮人のダンスは一種の演劇であって、観衆が参加することはなかったとしている。

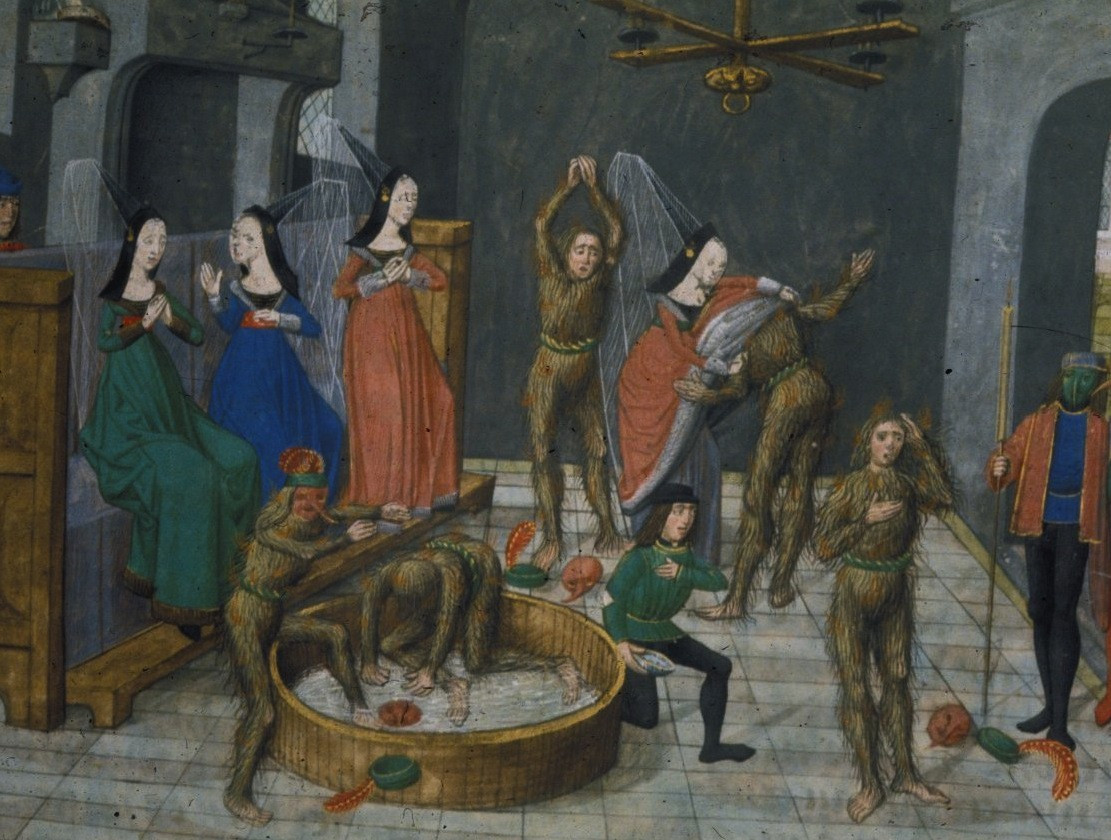
「仮装ダンスで起こった火災（Fire at a Masked Dance）」と題するフロワサール『年代記』のミニアチュール（1483年頃、ブルッヘで制作）

フロワサールが『年代記』第4巻（1389年-1440年を扱う）に残した「燃える人の舞踏会」についての記述は、歴史家カテリーナ・ナラによって、著者であるフロワサールが「この出来事について否定的である」ために「厭世感に満ちている」と評されている。フロワサールが惨事を招いた人物としてオルレアン公ルイを非難する一方で、パントワンは野蛮人のダンスを考案したユゲ・ド・ギゼを主に非難しており、ド・ギゼは生まれが卑しい召使いを動物扱いすることで万人から嫌われていたために、「貴族たちは彼の苦しみに満ちた死を喜んだ」と述べている。
パントワンが著した年代記における舞踏会の記録は、シャルル6世の治世における約25年間を扱った『シャルル6世の歴史（Histoire de Charles VI ）』に含まれている。パントワンが野蛮人のダンスは社会的道徳観に反したものであり、王がそれに参加したのは軽率であったと批判的な姿勢を示している一方で、フロワサールは王の参加したダンスが単なる祝賀行事であったと述べている。

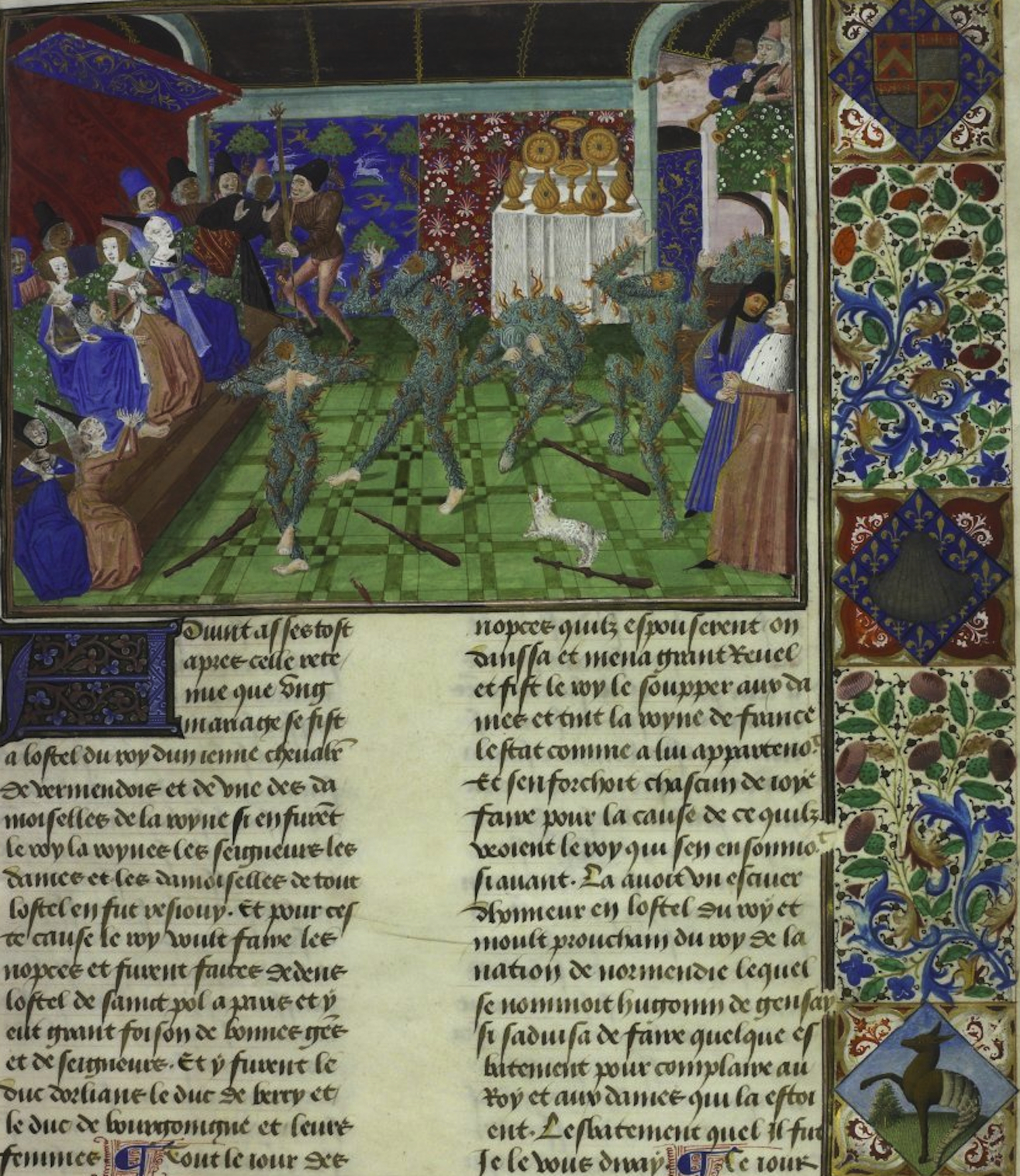
ハーレーのフロワサール写本（1470年–1472年頃）における舞踏会の描写。ブラックレターのフランス語で記述されている。

専門家は、フロワサールもしくはパントワンが「燃える人の舞踏会」に居合わせていたか否かは不明であるとしている。クレーンは、フロワサールの記録は舞踏会の約5年後に、パントワンの記録は約10年後に作成されたものであるとしている。ヴィーンストラは、パントワンが舞踏会での出来事を直接目撃していた可能性はあると推測しており、彼の記録はフロワサールのものよりも正確であると考えている。パントワンの年代記はシャルル6世の宮廷を理解するにあたって不可欠なものと広く考えられているが、その内容の中立性は作者の親ブルゴーニュ派・反オルレアン派的なスタンスによって損なわれている可能性があり、王と王妃の否定的な描写につながっているという指摘がある。事件の第3の記録は、15世紀半ばのジャン・ジュヴェナル・デ・ジュルサンによる伝記『フランス王シャルル6世の歴史（L'Histoire de Charles VI: roy de France）』に含まれているが、これは1614年になるまで出版されなかった。
ハーレアン・コレクションの一部として大英図書館に所蔵されているフロワサールの『年代記』の写本（1470年-1472年作）には、「野蛮人のダンス（Dance of the Wodewoses）」と題する姓名不詳の画家によるミニアチュールが含まれている。その後1480年ごろに作成された『年代記』の写本にも、「仮装ダンスで起こった火災（Fire at a Masked Dance）」と題する同じく姓名不詳の初期フランドル派画家によるミニアチュールが含まれている。15世紀にルイ・ド・グルートゥーズが作らせた『年代記』の写本 (フランス国立図書館所蔵, BnF Fr 2643-6) にも舞踏会を描いたミニアチュールが含まれている。1508年ごろには、マリー・ド・クレーヴのために作成されたと思われる『年代記』の写本がパリで出版された。この本には25ものミニアチュールがページの余白に描かれているが、唯一「燃える人の舞踏会」のイラストには1ページが丸ごと費やされている。